# Championnat du Chili de football 1979
Navigation
Saison précédente Saison suivante
La saison 1979 du Championnat du Chili de football est la quarante-septième édition du championnat de première division au Chili. Les dix-huit meilleurs clubs du pays sont regroupés au sein d'une poule unique où elles s'affrontent deux fois, à domicile et à l'extérieur. En fin de saison, les deux derniers du classement sont relégués et remplacés par les deux meilleurs clubs de Segunda Division, la deuxième division chilienne tandis que les 15e et 16e disputent un barrage de promotion-relégation face aux 3e et 4e de D2. 
C'est le club de Colo Colo qui remporte le championnat cette saison après avoir terminé en tête du classement final, avec dix points d'avance sur le Club de Deportes Cobreloa et onze sur un duo composé de l'Unión Española et du CF Universidad de Chile. C'est le douzième titre de champion du Chili de l'histoire du club.
À noter que les résultats obtenus en Copa Chile donnent un bonus pris en compte dans le classement final : le vainqueur obtient deux points de bonification, les trois demi-finalistes ont un point.

## Les clubs participants
| - Santiago Wanderers - Promu de Segunda Division - Colo Colo - CD Universidad Católica - CF Universidad de Chile - Unión Española - CD Coquimbo Unido - Deportivo Ñublense - Deportes Naval de Talcahuano - Promu de Segunda Division - Club de Deportes Cobreloa | - Green Cross-Temuco - Club de Deportes Lota Schwager - Club Deportivo O'Higgins - Club de Deportes Aviación - Club Deportes Concepción - Club Deportivo Palestino - CD Santiago Morning - CD Everton de Viña del Mar - Audax Italiano |

## Compétition
Le barème utilisé pour établir le classement est le suivant :
- Victoire : 2 points
- Match nul : 1 point
- Défaite : 0 point

### Classement
| Rang | Équipe                         | Pts | J  | G  | N  | P  | Bp | Bc | Diff |
| ---- | ------------------------------ | --- | -- | -- | -- | -- | -- | -- | ---- |
| 1    | Colo Colo +1                   | 55  | 34 | 23 | 8  | 3  | 72 | 24 | +48  |
| 2    | CD Cobreloa +1                 | 45  | 34 | 18 | 8  | 8  | 61 | 36 | +25  |
| 3    | Unión Española +1              | 44  | 34 | 18 | 7  | 9  | 45 | 31 | +14  |
| 4    | CF Universidad de ChileC +2    | 44  | 34 | 17 | 8  | 9  | 37 | 25 | +12  |
| 5    | CD O'Higgins                   | 43  | 34 | 18 | 7  | 9  | 47 | 40 | +7   |
| 6    | Green Cross Temuco             | 39  | 34 | 14 | 11 | 9  | 46 | 40 | +6   |
| 7    | CD Coquimbo Unido              | 36  | 34 | 14 | 8  | 12 | 60 | 57 | +3   |
| 8    | CD Palestino T                 | 34  | 34 | 10 | 14 | 10 | 52 | 50 | +2   |
| 9    | CD Concepción                  | 34  | 34 | 12 | 10 | 12 | 49 | 49 | 0    |
| 10   | CD Universidad Católica        | 33  | 34 | 9  | 15 | 10 | 45 | 38 | +7   |
| 11   | CD Aviación                    | 32  | 34 | 12 | 8  | 14 | 52 | 41 | +11  |
| 12   | CD Lota Schwager               | 31  | 34 | 9  | 13 | 12 | 28 | 44 | -16  |
| 13   | Deportes Naval de Talcahuano P | 30  | 34 | 8  | 14 | 12 | 45 | 55 | -10  |
| 14   | CD Everton                     | 29  | 34 | 10 | 9  | 15 | 54 | 57 | -3   |
| 15   | Audax Italiano                 | 27  | 34 | 10 | 7  | 17 | 46 | 56 | -10  |
| 16   | Santiago Wanderers P           | 21  | 34 | 6  | 9  | 19 | 37 | 65 | -28  |
| 17   | CD Santiago Morning            | 21  | 34 | 7  | 7  | 20 | 33 | 72 | -39  |
| 18   | Deportivo Ñublense             | 19  | 34 | 6  | 7  | 21 | 28 | 57 | -29  |

|  | Qualification pour la Copa Libertadores 1980                                     |
|  | Qualification pour la Liguilla pré-Libertadores                                  |
|  | Participation au barrage de promotion-relégation                                 |
|  | Relégation directe en Segunda Division                                           |
|  | T : Tenant du titre C : Vainqueur de la Copa Chile P : Promu de Segunda Division |

### Liguilla pré-Libertadores
| Rang | Équipe                    | Pts | J | G | N | P | Bp | Bc | Diff |  | Résultats (▼ dom., ► ext.) | O'Hi | Univ | Unio | Cobr |
| ---- | ------------------------- | --- | - | - | - | - | -- | -- | ---- |  | -------------------------- | ---- | ---- | ---- | ---- |
| 1    | Club Deportivo O'Higgins  | 5   | 3 | 2 | 1 | 0 | 6  | 3  | +3   |  | Club Deportivo O'Higgins   |      |      | 4-2  | 1-0  |
| 2    | CF Universidad de Chile   | 5   | 3 | 2 | 1 | 0 | 5  | 3  | +2   |  | CF Universidad de Chile    | 1-1  |      | 3-2  | 1-0  |
| 3    | Unión Española            | 2   | 3 | 1 | 0 | 2 | 5  | 7  | -2   |  | Unión Española             |      |      |      | 1-0  |
| 4    | Club de Deportes Cobreloa | 0   | 3 | 0 | 0 | 3 | 0  | 3  | -3   |  | Club de Deportes Cobreloa  |      |      |      |      |

|  | Qualification pour le match de barrage |

#### Match de barrage
| 4 janvier 1980 | Club Deportivo O'Higgins | 1 - 0 | Unión Española | Estadio Nacional, Santiago du Chili         |                                             |
|                | Quiroz 78e               |       |                | Spectateurs : 47 072 Arbitrage : Mario Lira | Spectateurs : 47 072 Arbitrage : Mario Lira |

### Barrage de promotion-relégation
- Les clubs classés 15e et 16e de Primera Division retrouvent les 3e et 4e de Segunda Division en poule de promotion-relégation. Les deux premiers du classement accèdent ou se maintiennent en première division.

| Rang | Équipe                             | Pts | J | G | N | P | Bp | Bc | Diff |  | Résultats (▼ dom., ► ext.)         | Wand | Auda | Aric | Inde |
| ---- | ---------------------------------- | --- | - | - | - | - | -- | -- | ---- |  | ---------------------------------- | ---- | ---- | ---- | ---- |
| 1    | Santiago Wanderers                 | 4   | 3 | 1 | 2 | 0 | 4  | 3  | +1   |  | Santiago Wanderers                 |      |      |      |      |
| 2    | Audax Italiano                     | 4   | 3 | 1 | 2 | 0 | 1  | 0  | +1   |  | Audax Italiano                     | 0-0  |      |      | 0-0  |
| 3    | CD San Marco de Arica (D2)         | 3   | 3 | 1 | 1 | 1 | 3  | 2  | +1   |  | CD San Marco de Arica (D2)         | 0-0  | 0-1  |      | 3-1  |
| 4    | CD Independiente de Cauquenes (D2) | 1   | 3 | 0 | 1 | 2 | 4  | 7  | -3   |  | CD Independiente de Cauquenes (D2) | 3-4  |      |      |      |

|  | Maintien en Primera Division |

## Bilan de la saison
| Championnat du Chili de football 1979 |                          |
| Champion                              | Colo Colo (12e titre)    |
| Coupes et trophées                    |                          |
| Vainqueur de la Coupe du Chili 1979   | CF Universidad de Chile  |
| Qualifications continentales          |                          |
| Copa Libertadores 1980                | Colo Colo                |
| Copa Libertadores 1980                | Club Deportivo O'Higgins |
| Promotions et relégations             |                          |
| Promus en Primera División            | Club de Deportes Iquique |
| Promus en Primera División            | Deportes Magallanes      |
| Relégués en Segunda División          | CD Santiago Morning      |
| Relégués en Segunda División          | Deportivo Ñublense       |